# Paul Fritsch
Paul Fritsch, född 25 februari 1901 i Paris, död 22 september 1970 i Boulogne-Billancourt, var en fransk boxare.
Fritsch blev olympisk mästare i fjädervikt i boxning vid sommarspelen 1920 i Antwerpen.